# HD 160507
HD 160507，又名BD+32 2964，SAO 66214、HR 6579，是一颗恒星，视星等为6.37，位于銀經57.29，銀緯28.67，其B1900.0坐标为赤經17h 35m 7.8s，赤緯+32° 28.67′ 44″。